# Casa Pere Roca
La Casa Pere Roca és una casa de Tòrrec al municipi de Vilanova de Meià (Noguera) inclosa a l'Inventari del Patrimoni Arquitectònic de Catalunya.

## Descripció
Casa pairal que forma part del nucli històric del poble. Està adaptada al desnivell topogràfic i té l'accés principal a la zona inferior, per sota d'un pas cobert per una volta de maçoneria. Té un soterrani on hi ha els cellers, la planta noble i les golfes. La coberta és de teula àrab.

## Història
És el casal més antic del poble. A la llinda de la porta hi figura una inscripció: Pere Roca, any 1846.